# Geißler Reisen

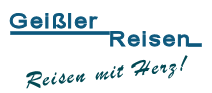
Logo Geißler Reisen von 2010

Die Geißler Reisen GmbH ist ein Omnibusunternehmen in Eilenburg mit Niederlassungen in Leipzig und Wurzen. Neben den Angeboten der Busvermietung und der Busreiseveranstaltung mit drei Reisebüros bietet sie auch als Mitglied des Mitteldeutschen Verkehrsverbundes verschiedene Linienverkehre sowie einen Taxi- und Mietwagenservice an.

## Geschichte
1935 wurde das Unternehmen in Eilenburg durch Paul Geißler senior gegründet. Anfangs wurden nur Arbeiterlinien und Gelegenheitsfahrten angeboten. Im Jahre 1945 wurden Holzvergaser-Busse im Linienbetrieb eingesetzt. Das Familienunternehmen wurde 1972 zum VEB Kraftverkehr Grimma verstaatlicht. 18 Jahre später hat die Familie Geißler das Unternehmen wieder übernommen und es gelang ein Neustart mit fünf Ikarus-Bussen. 1993 wurde das erste firmeneigene Reisebüro in Eilenburg eröffnet. Das Betriebsgelände der ehemaligen Eilenburger Baumaschinen Werke wurde 1998 an die Busverkehr Geißler GmbH abgegeben. 2004 wurde ein weiteres Reisebüro in Wurzen eröffnet.

## Geschäftsbereiche
Reisebüro
Das Unternehmen bietet neben Busreisen auch Flug- und Schiffsfahrten an. Zum Angebot gehören Gruppenreisen, sowie Individualreisen, Mehrtagesreisen und Tagesausflüge. Die Reisebüros befinden sich in Eilenburg, Wurzen und Leipzig. Der Reisekatalog erscheint jedes Jahr im Herbst, die Weihnachts- und Silvesterangebote im Frühjahr und zweimal jährlich die Tagesfahrtenflyer.
Charterservice
In den letzten Jahren hat Geißler Reisen den Busvermietungsservice im Großraum Leipzig/Halle stark ausgebaut. Dabei können die Busse für verschiedene Anlässe gemietet werden. Aufgrund der verschiedenen Buskapazitäten von 15 bis 78 Plätzen und einer hohen verfügbaren Busanzahl kann beinah jede Anforderung bedient werden. Zu den Referenzen zählen dabei unter anderem BMW-Werk Leipzig, Deutsche Bahn, Messe Leipzig, Flughafen Leipzig/Halle, Porsche Leipzig, Universität Leipzig.
Taxi
Insbesondere in der Region um Eilenburg bedient Geißler Reisen mit mehreren Taxen und Mietwagen ganz individuelle Anforderungen. Neben Taxifahrten werden dabei auch Fahrten zur Schülerbeförderung und Firmentransfers sowie Fahrten für verschiedene Krankenkassen im Rahmen von Krankenfahrten und Taxifahrten übernommen. Der Fuhrpark besteht aus mehreren Taxis und Kleinbussen bis acht Plätze.
ÖPNV
Geißler Reisen erbringt im Auftrag des landkreiseigenen Busunternehmens Nordsachsen Mobil als Subunternehmen einen Teil des öffentlichen Personennahverkehrs im Raum Eilenburg. Die Leistungen umfassen im Wesentlichen das bis Ende 2021 selbst betriebene Linienbündel (s. Tabelle) mit Verkehrsleistungen in die Orte westlich von Eilenburg. Das Fahrplanangebot ist hauptsächlich auf den Schüler- und Bahnzubringerverkehr in der Umgebung ausgerichtet.
| Linie | Strecke                                             |
| ----- | --------------------------------------------------- |
| 195   | Eilenburg – Pehritzsch – Jesewitz – Taucha          |
| 221   | Eilenburg – Krippehna – Zschepplin – Hohenprießnitz |
| 222   | Eilenburg – Jesewitz – Liemehna – Mutschlena        |

## Depot
Auf dem Betriebshof des Unternehmens in Eilenburg befinden sich neben den Büroräumen eine große Bushalle, eine Werkstatt, eine Waschstraße zur Innen- und Außenwäsche, eine firmeneigene Tankstelle sowie verschiedene Parkflächen.